# Cementerio del Norte de Oslo
El Cementerio del Norte (en noruego: Nordre gravlund) es un cementerio localizado en la ciudad de Oslo, la capital de Noruega entre el Hospital Universitario Ullevål y Sagene. Tiene una superficie de 16 hectáreas. Hay un monumento dedicado a más de 20 miembros del Partido Comunista de Noruega que fueron asesinados durante la Segunda Guerra Mundial.
El poeta Rudolf Nilsen, y el historiador Halvdan Koht están enterrados en el Nordre gravlund.